# Mahmud-Moschee
La Mahmud-Moschee (mosquée de Mahmoud), située sur la Forchstrasse à Zurich, est la plus ancienne mosquée de Suisse, construite en 1962 par la Communauté musulmane Ahmadiyya. C'est l'une des quatre mosquées suisses à être dotées d'un minaret.

## Histoire
Le premier représentant du mouvement Ahmadiyya en Suisse a été le cheikh Nasir Ahmad entre 1946 et 1962 ; il a préparé la voie à la construction de la mosquée : la première pierre est posée le 25 août 1962 par Amatul Hafiz Begum, fille du fondateur du mouvement ahmadiyya, Mirza Ghulam Ahmad. La mosquée est ouverte le 22 juin 1963 en présence du président de la 17e session de l'Assemblée générale des Nations unies, Sir Muhammad Zafarullah Khan et du maire de Zurich Emil Landolt.

## Importance
La Mahmud-Moschee est la première mosquée en Suisse ; elle a donc une signification particulière pour l'histoire de l'islam et des musulmans en Suisse. Elle est également le siège du mouvement ahmadiyya en Suisse et le lieu de travail de l'imam en chef, missionnaire pour la Suisse. 

## Bâtiment
La mosquée, qui s'étend sur 179 m2, possède un dôme et un minaret d'environ 18 mètres, au sommet duquel se trouve un croissant et qui n'est pas utilisé pour l'appel à la prière. Le bureau d'architectes Ernst Göhner et Fritz Badertscher avait été chargé de la conception et de la mise en œuvre du projet. Les coûts de construction se sont élevés à environ 350 000 francs suisses.

## Communauté

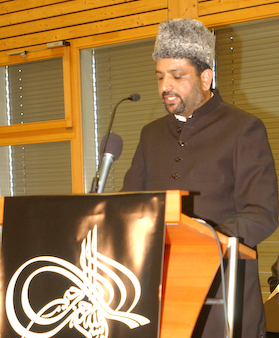
Sadaqat Ahmad, imam de la mosquée depuis 2001

Le mouvement ahmadiyya en Suisse compte environ 700 membres. L'imam dirige la mosquée et prend soin des membres vivant en Suisse. Depuis sa création, huit imams, appelés Murrabis, ont dirigé la mosquée :
|   | Murrabis              | Période                       |
| - | --------------------- | ----------------------------- |
| 1 | Cheikh Nasir Ahmad    | 1946 – 1962                   |
| 2 | Mushtaq Ahmad Bajwa   | Juin 1962 – Janvier 1975      |
| 3 | Mir Masud Ahmad       | Février 1975 – Juin 1976      |
| 4 | Naseem Ahmad Mahdi    | Avril 1977 – Novembre 1983    |
| 5 | Mansur Ahmad Khan     | Novembre 1983 – Novembre 1984 |
| 6 | Masud Ahmad Jehlmi    | Décembre 1984 – Août 1990     |
| 7 | Basharat Ahmad Mahmud | Août 1990 – Janvier 1997      |
| 8 | Sadaqat Ahmad         | Septembre 2001 –              |

L'Organisation de la conférence islamique a déclaré les membres du mouvement ahmadiyya comme non-musulmans en 1973, leur interdisant ainsi le pèlerinage à La Mecque. En Suisse, le site islam.ch ne mentionne pas l'existence de cette mosquée.